# Елена Първанова
Елена Асенова Първанова е българска циркова артистка.

## Биография
Родена е в Търново на 14 септември 1892 г. Усвоява цирковото изкуство от артиста и педагог Петър Панайотов. Работи в цирковете „Българско знаме“, „Независима България“ и „Ревю“. Изпълнява номерата „Баланс върху топка“, „Двоен трапец“, „Дяволският мост“ и „Пирамиди“. През 1935 г. приключва цирковата си кариера. Почива на 23 април 1971 г.